# Cá rô phi xanh
Cá rô phi xanh (Danh pháp khoa học: Oreochromis aureus) là một loài cá rô phi và là loài bản địa ở Tây Phi, Trung Đông. Đây là loài có giá trị kinh tế đồng thời nó đã được du nhập đi nhiều nơi và phát triển trở thành một loài xâm lấn. Năm 1996, cá rô phi xanh đã được di nhập vào Việt Nam để phục vụ cho các nghiên cứu tạo dòng cá rô phi có khả năng chịu lạnh và sản xuất cá rô phi đơn tính đực thông qua kỹ thuật lai tạo. Đến nay, tại trên thế giới, người ta đã lai giống rô phi màu đỏ (cá rô phi đỏ) còn gọi là cá diêu hồng với con rô phi xanh để tạo ra một loài lai mà trọng lượng có thể lên tới 2–3 kg/con.

## Đặc điểm
Cá rô phi xanh có thân hình màu hơi tím, vảy sáng bóng, có 9-12 sọc đậm song song nhau từ lưng xuống bụng. Vây đuôi có màu sọc đen sậm song song từ phía trên xuống phía dưới và phân bổ khắp vi đuôi. Vi lưng có những sóc trắng chạy song song trên nền xám đen. Viền vi lưng và vi đuôi có màu hồng nhạt. Con cá rô phi xanh có thể dài tới 0,6m và nặng 4 kg, là loài cá dễ nuôi. Rô phi đơn tính (đực) lớn nhanh, sau 4-5 tháng nuôi có thể đạt trọng lượng 0,4-0,6 kg/con. Giữa con cái và con đực có tốc độ lớn khác nhau. Thường thì con đực lớn nhanh hơn con cái từ 15-18% sau 4 tháng nuôi.

## Thức ăn
Cá rô phi xanh ăn được hầu hết các loại thức ăn tự nhiên, mùn bã hữu cơ trong ao nuôi, rô phi vừa có tác dụng tiêu diệt các loại động vật nhỏ mang mần bệnh vừa có tác dụng làm sạch môi trường và cho sản phẩm có giá trị. Khi còn nhỏ, chúng ăn sinh vật phù du (tảo và động vật nhỏ) là chủ yếu (cá 20 ngày tuổi, kích thước khoảng 18mm). Cá rô phi xanh dễ nuôi và chịu được ở những môi trường không thuận lợi. Nó có thể sống ở môi trường nước ngọt, nước lợ (mà có thể độ mặn tới 32%o) và cả nước phèn nhẹ. Cá nói chung rất sợ nước bẩn nhưng con rô phi chịu được cả ở nguồn nước có hàm lượng amonia tới 2,4 mg/lít và lượng oxy chỉ có 1 mg/lít. Nó chịu nhiệt tới tận 42 độ C và chịu lạnh được tới 11 độ C. Giới hạn pH đối với chúng từ 5-10.
Khi cá trưởng thành ăn mùn bả hữu cơ lẫn các tảo lắng ở đáy ao, ăn ấu trùng, côn trùng, thực vật thủy sinh. Tuy nhiên trong nuôi công nghiệp cá cũng ăn các loại thức ăn chế biến từ cá tạp, cua, ghẹ, ốc, bột cá khô, bột bắp, bột khoai mì, khoai lang, bột lúa, cám mịn, bã đậu nành, bã đậu phộng.Trong thiên nhiên cá thường ăn từ tầng đáy có mức sâu từ 1-2m. Hàng năm, cá rô phi xanh có thể đẻ trứng từ 6-11 lần. Cá mái đẻ mỗi lần khoảng 200 trứng vào trong ổ tự tạo, sau đó con đực làm cho trứng thụ tinh. Trứng và cá bột được cha mẹ giữ trong miệng khoảng 2 tuần lễ. Cá đực đào tổ, cá rô phi cái ấp trứng ở trong miệng. Trứng sau khi đã thụ tinh được cá ngậm ở miệng cho tới tận lúc nở, mỗi lần đẻ 1.000 - 2.000 trứng và đẻ nhiều lần.